# Tedy
Pour l’article ayant un titre homophone, voir Teddy.
Tedy, sous-titré Ces gens qui ne veulent pas mourir sont incroyables, est une pièce de théâtre de Jean-Louis Bourdon créée en 1999 au théâtre de Poche Montparnasse dans une mise en scène de Jean-Michel Ribes, avec Roland Blanche dans le rôle-titre qui reçoit une nomination au Molière du comédien.

## Argument
Tedy poursuit une errance sanglante aux États-Unis. La pièce se présente sous la forme d'un monologue.